# Kell Smith
Keylla Cristina Gomes dos Santos (São Paulo, 7 de abril de 1993), mais conhecida pelo nome artístico de Kell Smith, é uma cantora e compositora brasileira. Se tornou conhecida pela canção "Era uma Vez", que ultrapassou 300 milhões de visualizações no Youtube.

## Biografia
Filha de pastores missionários, Kell foi criada ouvindo música gospel até os 12 anos, quando foi apresentada ao trabalho de Elis Regina pelo pai. Incorporou ao seu repertório clássicos da música popular brasileira, que passou a se apresentar em bares e festas em Presidente Prudente  por um ano, cidade onde morava e também cursou faculdade de administração, e teve uma filha que vive com os avós na cidade do interior paulista.  Após esse período, assinou com a gravadora Midas Music, e se tornou aposta do produtor Rick Bonadio.

## Carreira
Se tornou conhecida pelo single "Era uma Vez", que atingiu mais de 32 milhões de execuções no Spotify e 100 milhões de visualizações no Youtube. Lançou seu primeiro extended play (EP) em 8 de março de 2017, incluindo os singles "Respeita as Mina" e "Era Uma Vez".

## Discografia

### Álbuns de estúdio
| Álbum    | Detalhes                                                                                    | Certicações    |
| -------- | ------------------------------------------------------------------------------------------- | -------------- |
| Girassol | - Lançamento: 26 de abril de 2018 - Formatos: CD, download digital - Gravadora: Midas Music | - PMB: Platina |

### Extended plays(EPs)
| Álbum                            | Detalhes                                                                                            |
| -------------------------------- | --------------------------------------------------------------------------------------------------- |
| Kell Smith                       | - Lançamento: 8 de março de 2017 - Formatos: EP, download digital - Gravadora: Midas Music          |
| Remixes                          | - Lançamento: 7 de julho de 2017 - Formatos: Download digital - Gravadora: Midas Music              |
| Marcianos                        | - Lançamento: 11 de agosto de 2017 - Formatos: Download digital - Gravadora: Midas Music            |
| O Velho e Bom Novo (Lado A)      | - Lançamento: 22 de maio de 2020 - Formatos: Download digital - Gravadora: Na Moral                 |
| O Velho e Bom Novo (Lado B)      | - Lançamento: 04 de dezembro de 2020 - Formatos: Download digital - Gravadora: Na Moral             |
| Vivendo                          | - Lançamento: 29 de outubro de 2021 - Formatos: Download digital - Gravadora: Na Moral              |
| (Não é só mais) Um álbum de Amor | - Lançamento: 08 de novembro de 2023 - Formatos: Download digital - Gravadora: Kell Smith Produções |

### Singles
Como artista principal
| "Respeita as Mina"                                                             | 2017 | 91 | - : Ouro        | Kell Smith                    |
| "Era uma Vez"                                                                  | 2017 | 34 | - : 2× Diamante | Kell Smith                    |
| "Nossa Conversa"                                                               | 2018 | 60 | - : 2× Platina  | Girassol                      |
| "Girassol"                                                                     | 2018 | —  |                 | Girassol                      |
| "Mudei"                                                                        | 2019 | —  |                 | Não adicionado a nenhum álbum |
| "Vulnerável"                                                                   | 2020 | —  |                 | O Velho e Bom Novo            |
| "Seja Gentil"                                                                  | 2020 | —  | - : Platina     | O Velho e Bom Novo            |
| "Carta Pra Você"                                                               | 2020 | —  |                 | O Velho e Bom Novo            |
| "Princesa"                                                                     | 2020 | —  |                 | O Velho e Bom Novo            |
| "Raro" (part. MC Lipi)                                                         | 2021 | —  |                 | Não adicionado à nenhum álbum |
| "Vivendo" (part. Padre Fábio de Melo)                                          | 2021 | —  |                 | Vivendo                       |
| "Música para Recomeços"                                                        | 2022 | —  |                 | Não adicionado à nenhum álbum |
| "—" denota títulos que não entraram nas paradas ou não foram lançados no país. |      |    |                 |                               |

Como artista convidada
| Canção                                                       | Ano  | Álbum                         |
| ------------------------------------------------------------ | ---- | ----------------------------- |
| "Era Uma Vez" (Chitãozinho & Xororó part. Kell Smith)        | 2017 | Elas em Evidências            |
| "Pode Ser Pra Valer" (Chitãozinho & Xororó part. Kell Smith) | 2017 | Elas em Evidências            |
| "Cuido de Você" (David Carreira part. Kell Smith)            | 2018 | 7                             |
| "Cadê o Amor?" (Paolo part. Kell Smith)                      | 2018 | Não adicionado a nenhum álbum |
| "Prometo" (Paula Fernandes part. Kell Smith)                 | 2019 | Origens                       |
| "Quem Você Pensa Que É?" (Juccas part. Kell Smith)           | 2019 | Não adicionado a nenhum álbum |
| "Separação" (Amado Batista part. Kell Smith)                 | 2019 | 44 anos                       |
| "Muito, Eu Te Amo" (As Baías part. Kell Smith)               | 2020 | Não adicionado a nenhum álbum |
| "Então Volta" (Amado Batista part. Kell Smith)               | 2022 | Em Casa                       |
| "Moça (Acústico)" (Erick Roza part. Kell Smith)              | 2022 | Não adicionado a nenhum álbum |

Singles promocionais
| Canção                                         | Ano  | Álbum                            |
| ---------------------------------------------- | ---- | -------------------------------- |
| "Filhos do Arco-Íris" (com vários artistas[A]) | 2017 | Não adicionado a nenhum álbum    |
| "Diferentão"                                   | 2017 | Girassol                         |
| "Bem Mais que Refrão"                          | 2018 | Não adicionado a nenhum álbum    |
| "Zero a Dez" (com Vitor Kley)                  | 2018 | Não adicionado a nenhum álbum    |
| "Ria"                                          | 2019 | Não adicionado a nenhum álbum    |
| "Não Tá Faltando Amor"                         | 2019 | Não adicionado a nenhum álbum    |
| "A Terra Firme é Lá"                           | 2020 | O Velho e Bom Novo               |
| "Ansiedade"                                    | 2021 | Vivendo                          |
| "Faça um Bom Dia"                              | 2021 | Vivendo                          |
| "Samba do Amor" (com Dorgival Dantas)          | 2022 | Não adicionado a nenhum álbum    |
| "Devagar"                                      | 2023 | (Não é só mais) Um álbum de Amor |